# Так закінчилось літо
Так закінчилось літо — український короткометражний художній сімейний фільм про молодого хлопця у пошуках своєї долі. Стрічка увійшла до збірки «Made in Ukraine».

## Інформація

### Сюжет
У кожного хлопця є день, коли йому здається, що він вже став чоловіком. Що може пробудити дорослого в юнакові? Андрій – молодий хлопець, який живе з матір’ю в провінційному містечку. Після поїздки до батька, з яким він рідко бачиться, Андрій відчуває, що настав час бути господарем своєї долі.

### У ролях
- Андрій Бучко - Андрій,
- Олександра Моні - тато Андрія,
- Ірина Мельник
- Володимир Задніпровський
- Анастасія Трітенко
- Сергій Поліщук
- Владислав Васильченко

### Знімальна команда
- Режисер: Марина Рощина,
- Сценарій: Марина Рощина, Олександр Рощин, Антон Шашук,
- Продюсер: Олександр Рощин,
- Оператор: Олександр Рощин,
- Композитор: Олександр Чемеров, Омар Родрігес-Лопес,
- Художник: Тереза-Татьяна Яковина[3].

### Віднаки
- Київський міжнародний фестиваль документальних фільмів. Нагорода в категорії «Початок».